# Илимдиг
Илимдиг — река в России, протекает в Вачском и Навашинском районах Нижегородской области. Устье реки находится в 11 км по правому берегу реки Серёжа. Длина реки составляет 24 км, площадь бассейна — 91 км².
Исток реки северо-восточнее села Берёзовка. Верхнее течение проходит по Вачскому району, нижнее — по Навашинскому. Генеральное направление течения — юг, русло сильно извилистое. Приток — Мерсеть (левый). В верховьях протекает через село Берёзовка, затем входит в обширный ненаселённый лесной массив по которому течёт вплоть до впадения в Серёжу. Устье находится напротив деревни Левино.

## Данные водного реестра
По данным государственного водного реестра России относится к Окскому бассейновому округу, водохозяйственный участок реки — Тёша от истока и до устья, речной подбассейн реки — Бассейны притоков Оки от Мокши до впадения в Волгу. Речной бассейн реки — Ока.
Код объекта в государственном водном реестре — 09010300212110000030861.